# Gran Premio di Svizzera 1954
Il Gran Premio di Svizzera 1954 fu la settima gara della stagione 1954 del Campionato mondiale di Formula 1, disputata il 22 agosto sul Circuito di Bremgarten. La manifestazione vide la vittoria di Juan Manuel Fangio su Mercedes, seguito da José Froilán González su Ferrari e da Hans Herrmann, di nuovo su Mercedes. Con questa vittoria il pilota argentino si è aggiudicato con due gare di anticipo il suo secondo titolo mondiale.

## Qualifiche
Juan Manuel Fangio ha l'opportunità di aggiudicarsi, con una vittoria su questo circuito, il suo secondo titolo iridato in Formula 1, ma, a sorpresa, è il connazionale José Froilán González, su Ferrari a ottenere la pole position. I due argentini precedono Stirling Moss, Maurice Trintignant e Karl Kling, mentre è da segnalare il ritiro di Robert Manzon dalla manifestazione a seguito di un violento incidente occorsogli durante le prove.
| Pos | No | Pilota                | Auto            | Squadra                   | Tempo  | Distacco |
| --- | -- | --------------------- | --------------- | ------------------------- | ------ | -------- |
| 1   | 20 | José Froilán González | Ferrari 625     | Scuderia Ferrari          | 2:39.5 | -        |
| 2   | 4  | Juan Manuel Fangio    | Mercedes W196   | Daimler-Benz              | 2:39.7 | +0.2     |
| 3   | 32 | Stirling Moss         | Maserati 250F   | Officine Alfieri Maserati | 2:41.4 | +1.9     |
| 4   | 26 | Maurice Trintignant   | Ferrari 625/555 | Scuderia Ferrari          | 2:41.7 | +2.2     |
| 5   | 8  | Karl Kling            | Mercedes W196   | Daimler-Benz              | 2:41.9 | +2.4     |
| 6   | 22 | Mike Hawthorn         | Ferrari 625/555 | Scuderia Ferrari          | 2:43.2 | +3.7     |
| 7   | 6  | Hans Herrmann         | Mercedes W196   | Daimler-Benz              | 2:45.0 | +5.5     |
| 8   | 18 | Ken Wharton           | Maserati 250F   | Owen Racing Organisation  | 2:46.2 | +6.7     |
| 9   | 28 | Sergio Mantovani      | Maserati 250F   | Officine Alfieri Maserati | 2:56.9 | +17.4    |
| 10  | 12 | Clemar Bucci          | Gordini 16      | Equipe Gordini            | 3:04.1 | +24.6    |
| 11  | 24 | Umberto Maglioli      | Ferrari 553     | Scuderia Ferrari          | 3:08.2 | +28.7    |
| 12  | 30 | Roberto Mieres        | Maserati 250F   | Officine Alfieri Maserati | 3:09.3 | +29.8    |
| 13  | 34 | Harry Schell          | Maserati 250F   | Officine Alfieri Maserati | 3:12.1 | +32.6    |
| 14  | 10 | Jean Behra            | Gordini 16      | Equipe Gordini            | 3:16.4 | +36.9    |
| 15  | 14 | Fred Wacker           | Gordini 16      | Equipe Gordini            | 3:20.3 | +40.8    |
| 16  | 2  | Jacques Swaters       | Ferrari 500     | Ecurie Francorchamps      | 3:20.4 | +40.9    |
| DNS | 24 | Robert Manzon         | Ferrari 553     | Scuderia Ferrari          | -      | -        |

## Gara
Al via, sotto la pioggia battente, Fangio si sbarazza senza troppi problemi di Gonzalez, che pochi giri dopo viene sopravanzato anche da Moss. Il giovane pilota inglese inizia allora ad attaccare la Mercedes del pilota argentino, ma viene presto raggiunto dal connazionale Mike Hawthorn, in rimonta dopo essere scattato dalla sesta posizione. I due ingaggiano un'avvincente lotta per la seconda posizione, che si conclude solo quando Moss è costretto al ritiro, al 21º giro, per un guasto alla pompa dell'olio. Anche Hawthorn, 9 giri dopo, deve abbandonare la corsa per un problema al motore della sua Ferrari, lasciando così strada a Gonzalez, che ottiene un facile secondo posto. Intanto, Fangio si scatena vincendo una gara a senso unico, doppiando tutti gli avversari tranne Gonzalez, che arriva quasi un minuto dopo di lui. A punti giungono anche Hans Herrmann, Roberto Mieres, per la prima volta a punti in Formula 1, e Sergio Mantovani, che bissa il quinto posto del gran premio precedente. Con questa vittoria, l'argentino ottiene il secondo titolo mondiale della sua carriera e diventò il primo, e tuttora, unico pilota a vincere il titolo mondiale con due scuderie diverse.
Questo è stato l'ultimo Gran Premio di Formula 1 corso in territorio svizzero: a seguito del tremendo incidente della 24 Ore di Le Mans 1955, infatti, il governo svizzero abolirà ogni genere di gare all'interno dei confini dello Stato. Il Gran Premio di Svizzera tornerà nel calendario iridato nel 1975 (gara non valida ai fini della classifica), e nel 1982; in entrambi i casi, tuttavia, i Gran Premi si correranno in Francia.
| Pos | N° | Pilota                | Auto            | Giri | Tempo/Causa Ritiro       | Pos. griglia | Punti |
| --- | -- | --------------------- | --------------- | ---- | ------------------------ | ------------ | ----- |
| 1   | 4  | Juan Manuel Fangio    | Mercedes W196   | 66   | 3:00' 34.5               | 2            | 9     |
| 2   | 20 | José Froilán González | Ferrari 625     | 66   | +57.8                    | 1            | 6     |
| 3   | 6  | Hans Herrmann         | Mercedes W196   | 65   | +1 giro                  | 7            | 4     |
| 4   | 30 | Roberto Mieres        | Maserati 250F   | 64   | +2 giri                  | 12           | 3     |
| 5   | 28 | Sergio Mantovani      | Maserati 250F   | 64   | +2 giri                  | 9            | 2     |
| 6   | 18 | Ken Wharton           | Maserati 250F   | 64   | +2 giri                  | 8            |       |
| 7   | 24 | Umberto Maglioli      | Ferrari 553     | 61   | +5 giri                  | 11           |       |
| 8   | 2  | Jacques Swaters       | Ferrari 500     | 58   | +8 giri                  | 16           |       |
| Ret | 8  | Karl Kling            | Mercedes W196   | 38   | Sistema alim. carburante | 5            |       |
| Ret | 26 | Maurice Trintignant   | Ferrari 625/555 | 33   | Motore                   | 4            |       |
| Ret | 22 | Mike Hawthorn         | Ferrari 625/555 | 30   | Perdita olio             | 6            |       |
| Ret | 34 | Harry Schell          | Maserati 250F   | 23   | Pompa olio               | 13           |       |
| Ret | 32 | Stirling Moss         | Maserati 250F   | 21   | Pompa olio               | 3            |       |
| Ret | 14 | Fred Wacker           | Gordini 16      | 10   | Trasmissione             | 15           |       |
| Ret | 10 | Jean Behra            | Gordini 16      | 8    | Frizione                 | 14           |       |
| Ret | 12 | Clemar Bucci          | Gordini 16      | 0    | Pompa benzina            | 10           |       |
| DNS | 24 | Robert Manzon         | Ferrari 553     |      | Incidente                |              |       |

## Statistiche

### Piloti
- 2º titolo Mondiale per Juan Manuel Fangio
- 12° vittoria per Juan Manuel Fangio
- 1° e unico podio per Hans Herrmann

### Costruttori
- 3° vittoria per la Mercedes

### Motori
- 3ª vittoria per il motore Mercedes

### Giri al comando
- Juan Manuel Fangio (1-66)

## Classifica Mondiale
| Pos | Pilota                | Punti      |
| --- | --------------------- | ---------- |
| 1   | Juan Manuel Fangio    | 42 (45.14) |
| 2   | José Froilán González | 23.64      |
| 3   | Maurice Trintignant   | 15         |
| 4   | Mike Hawthorn         | 10.64      |
| 5   | Karl Kling            | 10         |
| 6   | Bill Vukovich         | 8          |
| 7   | Nino Farina           | 6          |
|     | Jimmy Bryan           | 6          |
| 9   | Jack McGrath          | 5          |
|     | Hans Herrmann         | 5          |
| 11  | Stirling Moss         | 4.14       |
|     | Onofre Marimon        | 4.14       |
| 13  | Robert Manzon         | 4          |
|     | Sergio Mantovani      | 4          |
| 15  | Prince Bira           | 3          |
|     | Roberto Mieres        | 3          |
| 17  | Mike Nazaruk          | 2          |
|     | Luigi Villoresi       | 2          |
|     | André Pilette         | 2          |
|     | Élie Bayol            | 2          |
| 21  | Duane Carter          | 1.5        |
|     | Troy Ruttman          | 1.5        |
| 23  | Alberto Ascari        | 0.14       |
|     | Jean Behra            | 0.14       |